# Darigangowie
Darigangowie (mong. Дарьганга; Dar’gang) – lud mongolski blisko spokrewniony z Chałchasami i Buriatami. Darigangowie zamieszkują głównie obszar masywu Darigangi, w ajmaku suchebatorskim, w południowo-wschodniej Mongolii. Posługują się dialektem bardzo zbliżonym do języka chałchaskiego. Według danych ze spisu 2010 w Mongolii żyło 27 412 Darigangów, co stanowi 1,04% całej populacji kraju.
Początkowo Darigangowie wyznawali szamanizm, jednak od ok. XVII wieku, kiedy buddyzm tybetański stał się dominującą religią w Mongolii, zaczęli stopniowo przechodzić na nową religię. Obecnie ok. połowa populacji deklaruje buddyzm jako swoją religię.
Część Darigangów nadal prowadzi koczowniczy lub półkoczowniczy tryb życia. Przenoszą się oni z miejsca na miejsce średnio sześć razy do roku, najczęściej w poszukiwaniu nowych pastwisk dla zwierząt hodowlanych.